# Karl Johann Salemann
Karl Johann Salemann (* 25. Oktoberjul. / 5. November 1769greg. in Reval; † 29. Januarjul. / 10. Februar 1843greg. ebenda) war ein deutschbaltischer Rechtsanwalt, Kommunalpolitiker und Bürgermeister von Reval.

## Leben
Salemanns Eltern waren der  Kaufmann Nicolaus Salemann und seine Frau Sophia geborene Rydenius. Salemann besuchte 1780–1787 das Gymnasium in Reval und studierte dann an der Universität Jena Rechtswissenschaft und Philologie mit Abschluss 1790.
Ab 1790 lebte und arbeitete Salemann in Reval als Rechtsanwalt und Privatlehrer. Auch trat er 1790 als Meister Archimedes zu den 3 Reißbrettern in die Revaler Freimaurerloge Isis ein. 1794 heiratete er seine Cousine Anna Dorothea Lütkens, mit der er 10 Kinder bekam. 1797 wurde er Sekretär der Großen Gilde und 1804 Sekretär des Stadt-Nieder- und Frachtgerichts. Ab 1808 arbeitete Salemann wieder als Rechtsanwalt. 1813 wurde er Ratsherr und 1817 Bürgermeister mit wiederholter Wiederwahl (1819–1823, 1825–1827, 1829–1831, 1833–1835, 1837–1838). Ab 1820 war er zugleich Syndikus. 1826 war er Abgeordneter der Stadt Reval bei der Krönung Nikolaus I. in Moskau.
Seit 1813 war Salemann Sekretär und später Direktor der Estländischen Abteilung der Russischen Bibelgesellschaft. Er war Präsident des Stadtkonsistoriums und Gründer des Revaler Martin-Luther-Waisenhauses. Salemanns Haus war ein kulturelles Zentrum in Reval. Er gab 1816 die Predigten und Reden des Oberpastors an der Ritter- und Domkirche zu Reval Reinhold Johann Winkler heraus.
Der Bildhauer Robert Salemann war einer der Söhne Salemanns.